# Superlove
Superlove var et tidskrift om beat-, hippie- og ungdomskulturen i årene omkring 1968 – efter amerikansk og engelsk forbillede (hhv. Rolling Stone og it magazine) i Larsbjørnsstræde 13 – og senere en pladebutik med samme navn på samme adresse.

## Tidskriftet
Ligesom de udenlandske forbilleder var Superlove barn af en tid, hvor ny teknik (off-set rotations tryk) havde gjort det teknisk nemt og økonomisk billigt at fremstille aviser og blade i kreativ layout og selv mindre oplag, hvilket gav anledning til et kæmpemæssigt boom af alle typer fanzines, blade og tidsskrifter.
Superlove udkom med 35 numre på hver typisk 16 (ofte grafisk eksperimenterende) avissider i tabloid-format over en treårig perode fra 1968 til 1970. Tre tidlige numre udkom desuden under navnet Love i sidste del af 1967.
Rockmuseet i Roskilde erhvervede i 2007 den komplette samling af Superlove fra en privat samler.

## Stofområder
Udover artikler om beatmusikkens mange ikoner og en tætmasket dækning af de seneste koncerter og plader, havde bladet også politiske artikler om emner som Black Panther Party, retssagerne i Chicago mod bl.a. Bobby Seale og Abbie Hoffman og 20-året for prøvesprængninger på Bikini.
Efterhånden intensiveredes debatten om, hvorvidt ”guitaren er mægtigere end geværet” – hvilket afspejlede beatkulturens gradvise polarisering mellem en politisk, aktionistisk/bevæbnet marxisme og en mere fredselskende, individ-orienteret anarkisme. Bladets redaktør valgte selv klart side til fordel for den sidste.
Der var også artikler om beatgenerationens digtere Allen Ginsberg og William S. Burroughs og ungdomsoprørets filosof Herbert Marcuse, om stoffer, om østerlandske religioner (f.eks. zen-buddhisme og reinkarnation) og om revolution gennem kosten (brune ris, mikro-makro mad).
Hertil kom et mylder af annoncer fra hippie-miljøets mange købmænd med tidstypisk merchandise som hashpiber, røgelsespinde, håndsyede skindvarer og sexlegetøj.

## Redaktion
Redaktøren var George Streeton fra Australien, der styrede produktionen og ikke mindst den vigtige, landsdækkende distribution – bladet nåede ud i alle afkroge af Danmark – fra en kælder i Larsbjørnsstræde 13 i København.
Blandt medarbejdere var Jørgen Aurvig, Jan Borges, Erik Thygesen, Rolf Gjedsted og Niels Brunse. En tilbagevendende skribent var også den senere initiativtager til Det Ny Samfund, Ole Vind samt aktivistlederen Jan Michaelsen.

## Bladmiljøet
Superloves nærmeste konkurrenter i miljøet var Wheel (1968-69, startet af Erik Kramshøj), HÆTSJJ (1968-70, startet af Leif Varmark og Henning Prins, derefter overtaget af Bjørn Nørgaard og andre folk omkring Eks-skolen), ROK (1970, startet af Birger Jørgensen) og til dels det mere akademiske, marxistiske Politisk Revy (1963-87).
Forskellige fragmenter af ånden og stilen i Superlove blev sidenhen videreført i musik- og ungdomsblade som Hovedbladet (1970-72), Mælk og Honning (1970), MM (1970-89) og GO (1969-74).

## Pladebutikken Superlove
Superlove-navnet overlevede i en årrække i den tidligere redaktionskælder i Larsbjørnsstræde 13 som en pladebutik, der var meget populær blandt folk med smag for mere subkulturelle eller smalle udgivelser. Butikken havde i punkperioden rigtig mange af de mest relevante udgivelser fra England og USA m.m. og spillede en stor rolle for dette mijø.
Superlove var pladeforretningen hvor Steen Jørgensen mødte Knud Odde og inviterede ham ned i øvelokalet, der ultimativt ledte til dannelsen af danmarks første punkband Sods (sen. Sort Sol).